# Polyboroides typus
El aguilucho caricalvo común (Polyboroides typus) es un ave rapaz perteneciente a la familia Accipitridae, del orden Accipitriformes. Habita y cría en la mayor parte del África subsahariana y, junto con el aguilucho caricalvo malgache (Polyboroides radiatus), son los únicos miembros del género Polyboroides.

## Descripción
El aguilucho caricalvo común es un ave de mediano tamaño, con una longitud en torno a los 60-66 cm. Su pecho y parte superior son de un color gris pálido, el vientre es blanco con un fino barrado de color oscuro. Las alas son anchas y también de color gris pálido, con los extremos de sus plumas primarias y secundarias de color negro con una fina línea blanca en el extremo. El parche facial es de un color variable, que va del amarillo al naranja rojizo. El plumaje del macho y de la hembra es muy semejante, mientras que los ejemplares inmaturos son de color pardo. Una característica destacable de esta especie es la doble articulación de la rodilla, que le permite alcanzar a presas ocultas en agujeros y grietas, de otro modo inaccesibles. El azor zancón (Geranospiza caerulescens) posee una estructura anatómica similar en sus patas, lo que evidencia un caso de evolución convergente.

## Hábitat
El aguilucho caricalvo común habita en una amplia diversidad de entornos, que van desde las áreas boscosas de las sábanas a los núcleos urbanos.

## Biología
Construye su nido en una bifurcación de las ramas de los árboles o en las copas de los árboles de palma. La puesta suele consistir en tres huevos que son incubados exclusivamente por la hembra. El período de cría se produce entre los meses de agosto a diciembre.
Su alimentación consiste en una gran variedad de presas, con especial preferencia por otras aves más pequeñas que caza activamente o captura en nidos construidos en oquedades, como los de los Phoeniculidae. Puede alimentarse también de pequeños vertebrados, carroña e incluso de la fruta del árbol de palma

## Galería

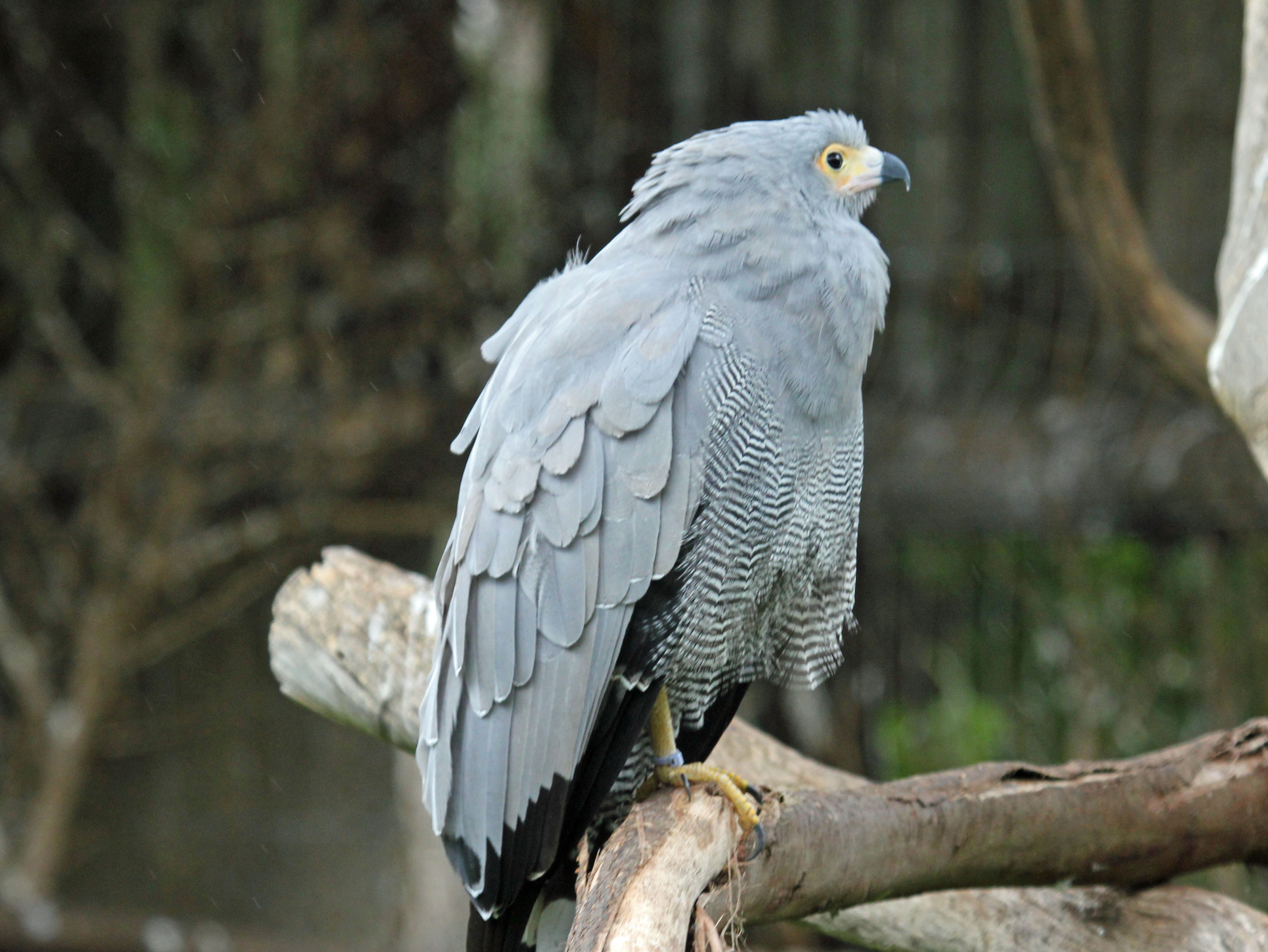
Adulto
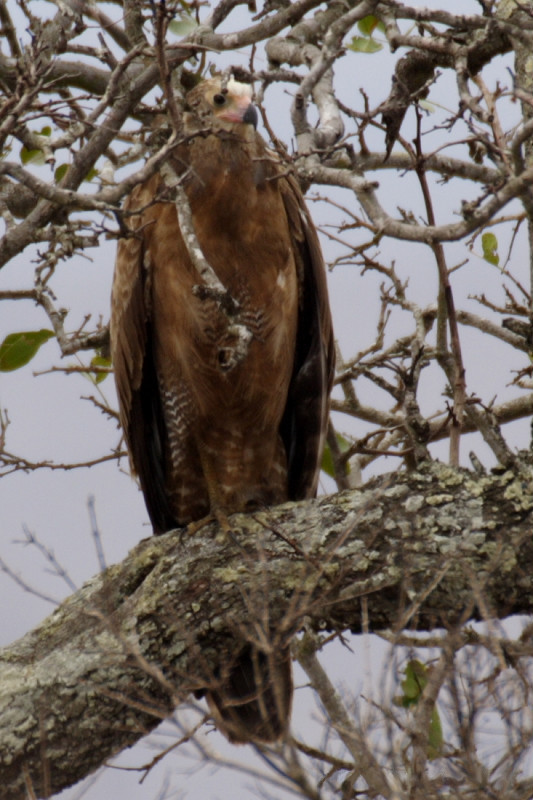
Juvenil
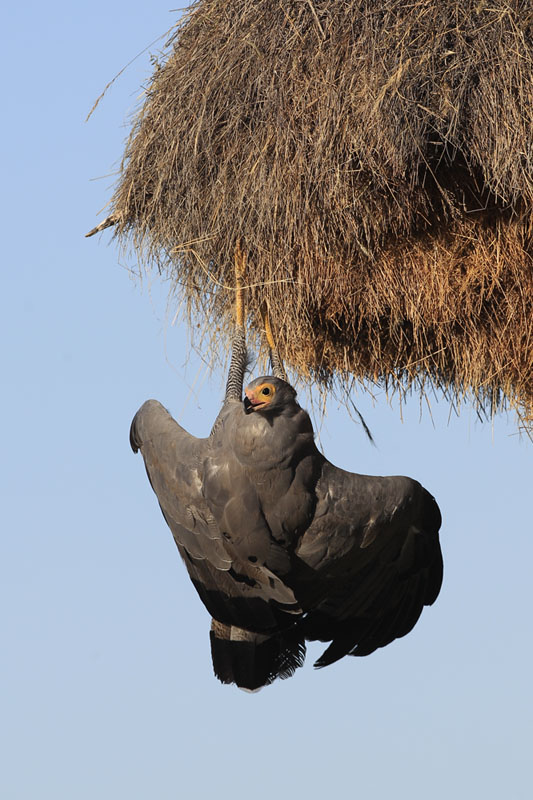
Cazando en un nido de tejedores, en el Parque nacional Etosha.